# Universidade Portucalense Infante D. Henrique
De Universidade Portucalense Infante D. Henrique (UPT) is een particuliere universiteit in de Portugese stad Porto, gesticht in 1989 en heeft de volgende afdelingen:
- Direito (Rechten)
- Ciências Ecnonómicas e Empresariais (Economie en Bedrijfskunde)
- Ciências da Educação e do Património (Onderwijs en Erfgoed Wetenschappen)
- Inovação, Ciência e Tecnologia (Innovatie, Wetenschap en Technologie)
- Investigação (Onderzoek)

De Universidade Portucalense is gevestigd op Pólo II.